# Business France

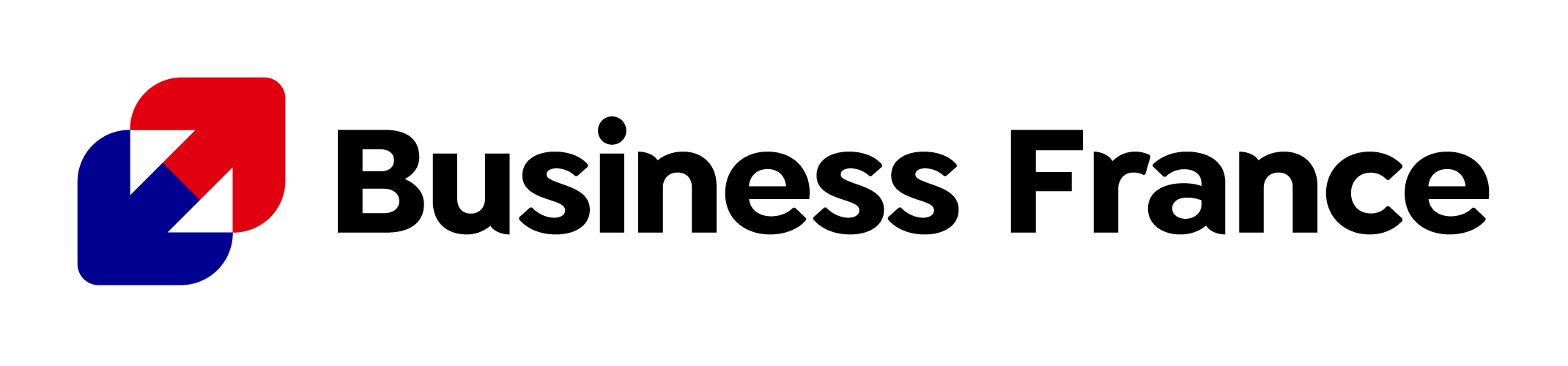
Logo di Business France

Business France è l'azienda pubblica di consulenza al servizio dell'internazionalizzazione dell'economia francese. È incaricata dello sviluppo internazionale delle imprese e delle loro esportazioni, nonché della prospezione e dell'accoglienza degli investimenti stranieri in Francia.
Promuove l'attrattività e l'immagine economica della Francia, delle sue imprese e dei suoi territori.
Gestisce e sviluppa il Volontariato Internazionale in Azienda (VIE). Business France conta 1.400 collaboratori situati in Francia e in 53 paesi.

## Storia
Business France nasce nel 2015 dalla fusione tra Ubifrance (Agenzia per lo sviluppo internazionale delle aziende) e AFII (Agenzia Francese per gli Investimenti Internazionali).
Ubifrance era un'istituzione francese che supportava le aziende nelle attività d'esportazione in stretta collaborazione con le Missioni Economiche delle Ambasciate.
L'AFII era lo sportello unico per le imprese estere che investivano in Francia e offriva un'assistenza personalizzata, completa e gratuita. Aiutava gli investitori ad identificare le possibilità di investimento più pertinenti, fornendo loro informazioni sulla regolamentazione fiscale, amministrativa e sul diritto del lavoro in Francia.
L'ordinanza n° 2014 - 1555 del 22 dicembre 2014 ha portato alla creazione di Business France che è entrata in funzione il 1 gennaio 2015.
Business France è specializzata nell'aiutare le piccole e medie imprese ad affacciarsi nel miglior modo possibile allo scenario internazionale, e nel supportare gli investitori stranieri in Francia per creare o accrescere realtà che creino posti di lavoro.
Nel 2017, Pascal Cagni è stato nominato presidente del consiglio di amministrazione di Business France e ambasciatore delegato per gli investimenti internazionali dal presidente francese Emmanuel Macron.

## Missione
La missione di Business France è supportare le piccole e medie imprese nell’individuare partner commerciali e opportunità di crescita sui mercati internazionali, oltre ad attrarre investimenti esteri in Francia.

### Sostegno alle esportazioni francesi all'estero
Business France, grazie alla sua rete nazionale, opera a stretto contatto con le aziende francesi, supportandole nei loro progetti di sviluppo internazionale attraverso soluzioni personalizzate (fornitura di informazioni, creazione di contatti, servizi di comunicazione). Le accompagna inoltre nei principali saloni internazionali e propone soluzioni in ambito risorse umane per rafforzare la presenza delle imprese all’estero.

### Sostegno agli investimenti esteri in Francia
Business France sostiene e accompagna gli investitori stranieri che vogliono insediarsi in Francia, in stretta collaborazione con le Ambasciate Francesi all'estero e le regioni francesi.

## Cronologia
- 1923 - Creazione del Comitato Permanente delle Fiere all'Estero (CPFE).
- 1941 - Trasformazione del Comitato in Associazione statale con la legge del 1901.
- 1945 - Creazione del Centro Nazionale del Commercio Estero (CNCE).
- 1959 - Fondazione dell'Associazione per l'organizzazione degli stage in Francia (ASTEF).
- 1962 - Creazione dell'Associazione per l'organizzazione delle missioni di cooperazione tecnica (ASMIC).
- 1968 - Creazione dell'Agenzia per la Cooperazione Tecnica, Industriale ed Economica (ACTIM), che riunisce l'ASTEF e l'ASMIC.
- 1973 - Il CBCE diventa per decreto il Centro Francese del Commercio Estero (CFCE).
- 1974 - Il Comitato permanente delle fiere all'estero assume la denominazione di Comitato Francese delle Manifestazioni Economiche all'Estero (CFME).
- 1997 - Fusione del CFME e dell'ACTIM. Nascita del CFME-ACTIM.
- 2001 - Il CFME-ACTIM assume il nome di Ubifrance.
- febbraio 2004 - Attuazione della legge per l'iniziativa economica del 1º agosto 2003: Ubifrance e CFCE formano la nuova Agenzia francese per lo sviluppo internazionale delle aziende, che viene denominata Ubifrance.
- 2006 - Lo Stato, rappresentato dalla DGTPE (Minefi), delega ad Ubifrance la gestione della rete di Missioni Economiche e delle DRCE in materia di prestazioni di supporto allo sviluppo internazionale delle aziende francesi.
- aprile 2006 - Ubifrance lascia il vecchio edificio di Roland Bonaparte, sede storica del CFCE, e s'installa nella nuova sede al 77, boulevard Saint-Jacques, Parigi 14, condividendo i nuovi locali con l'AFII.
- 2008 - Nel quadro della riforma delle strutture di aiuto al commercio estero, Ubifrance deve assumere progressivamente il controllo delle Missioni Economiche. Ubifrance è posta al centro della struttura di supporto pubblico all'internazionalizzazione delle aziende ed, in particolare, delle PMI; si propone di aumentare il numero di aziende supportate (obiettivo di 20.000 entro il 2011), e favorire l'ampliamento geografico delle attività delle aziende già assistite.
- 2015 - Ubifrance e l'Agenzia francese per gli investimenti internazionali si fondono e nasce Business France